# Phil Spector
Pour les articles homonymes, voir Phil Spector (téléfilm) et Spector.
Harvey Phillip Spector, dit Phil Spector, né le 26 décembre 1939 dans le Bronx à New York et mort à l'hôpital pénitentiaire de Stockton (Californie) le 16 janvier 2021 à l'âge de 81 ans, est un producteur et auteur-compositeur américain, actif principalement de 1958 à la fin des années 1970. Au moment de sa mort il purgeait depuis 2009 une peine de prison de dix-neuf ans, ayant été reconnu coupable du meurtre de l'actrice Lana Clarkson, perpétré chez lui dans son manoir d'Alhambra (Californie) début février 2003.
Créateur de la technique de production du « wall of sound » (mur de son), Spector est un pionnier des groupes vocaux féminins dans les années 1960, produisant plus de 25 succès du Top 40 américain dans la période 1960-1965, dont Da Doo Ron Ron par The Crystals. Il est le coauteur et le producteur de la chanson You've Lost That Lovin' Feelin' des Righteous Brothers, considérée par l’organisation Broadcast Music, Inc (BMI) comme la plus diffusée aux États-Unis au XXe siècle. 
Il travaille avec de nombreux artistes, dont Ike and Tina Turner, John Lennon et George Harrison, produisant l’album Let It Be des Beatles, All Things Must Pass de George Harrison ou encore Imagine de John Lennon. Il est également producteur d'un album des Ramones. En 1989, Phil Spector intègre le Rock and Roll Hall of Fame en tant que l'un des « plus grands producteurs de l'histoire du rock ».
En 2009, il est condamné pour meurtre et finit ses jours en prison.

## Biographie

### Jeunesse

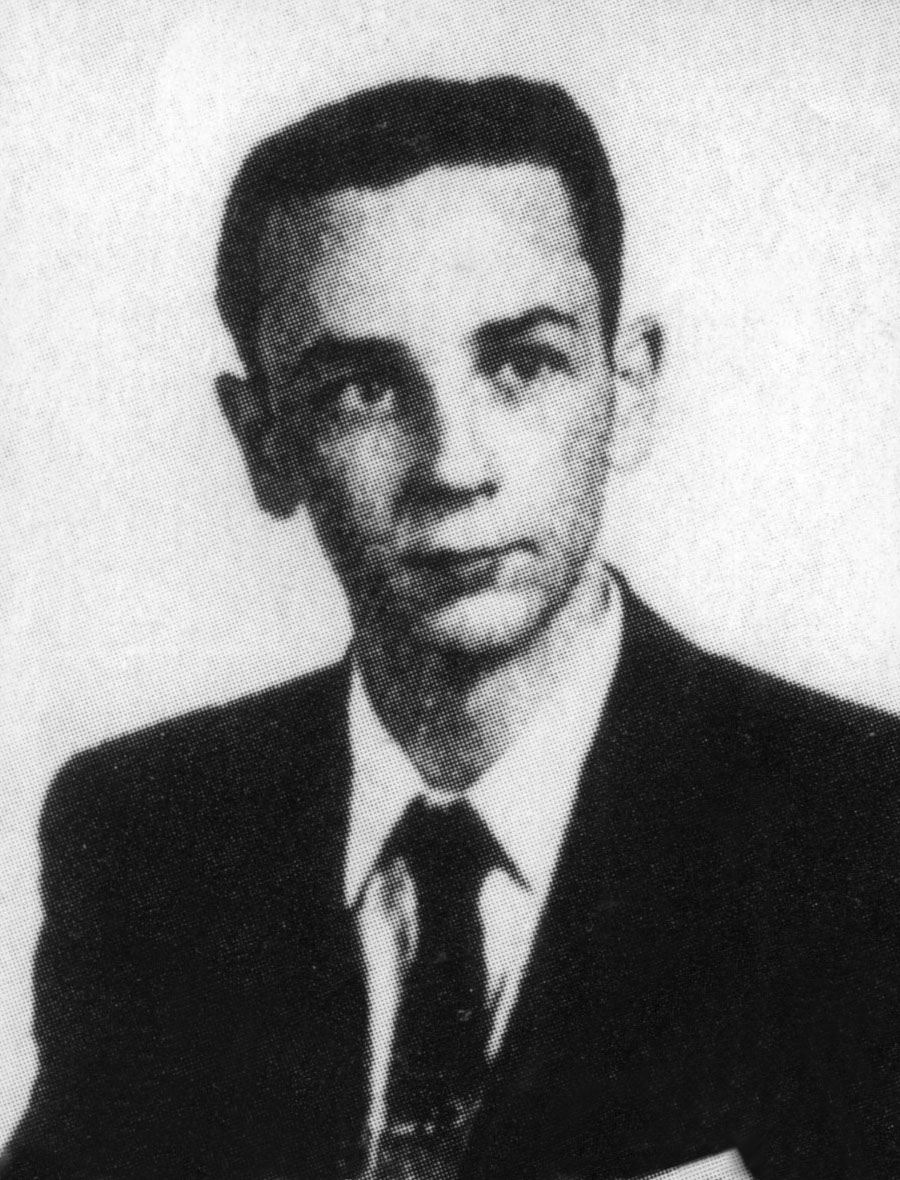
Phil Spector en 1954.

Harvey Phillip Spector naît dans une famille juive de la classe moyenne, à New York, dans le quartier du Bronx. Son grand-père a émigré de Russie avec le patronyme « Spekter », puis a anglicisé son nom en « Spector » une fois installé aux États-Unis. Ses parents, Benjamin et Bertha Spector, ouvrier ferronnier et femme au foyer, se marient en 1934.
Le père de Phil Spector, Ben, se suicide le 20 avril 1949, sans la moindre explication. En 1953 la famille (Bertha, Harvey et sa sœur Shirley) déménage à Los Angeles (Californie), où sa mère trouve un emploi de couturière. Introverti et solitaire, l'adolescent gringalet fait des études médiocres mais brille en éducation musicale grâce aux différents instruments (accordéon, guitare) dont il a appris à jouer depuis sa plus petite enfance.
Il commence sa carrière en 1958 en tant que chanteur du groupe The Teddy Bears. Il écrit et produit notamment la chanson To Know Him Is to Love Him, titre inspiré de l'épitaphe gravée sur la tombe de son père « To Know Him Was to Love Him », qui devient no 1 des ventes aux États-Unis, alors qu'il n'est âgé que de 19 ans. En 1959, la chanson Oh Why, composée par Spector pour les Teddy Bears, connaît le succès en France sous le titre (Sag) Warum, adaptée et interprétée par Camillo Felgen.

### Débuts de producteur

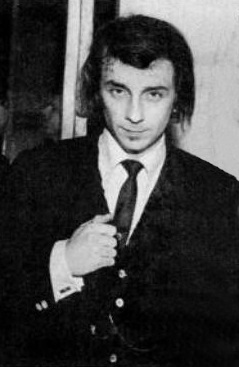
Phil Spector en 1965.

Il passe ensuite rapidement derrière les consoles, devient compositeur et commence à produire. En 1961, avec Lester Sill, il crée la maison de disques Philles Records. En 1962, Spector rachète les parts de Sill pour devenir propriétaire unique, devenant à 21 ans l'un des plus jeunes directeurs de label des États-Unis. Il connaît alors une série de succès avec Les Ronettes — dont il épousera la chanteuse Ronnie Bennett —, The Crystals, Darlene Love, The Righteous Brothers. Chaque chanson produite à l'époque par Phil Spector est inévitablement un succès, il devient rapidement richissime, alors qu'il est à peine âgé de 25 ans.
Il utilise à cette époque les talents de compositeurs, les binômes Jeff Barry et Ellie Greenwich ou Barry Mann et Cynthia Weil, qui écrivent pour ses groupes des chansons qui restent des classiques de la musique pop, maintes fois reprises.
Il compose le titre Little by Little avec les Rolling Stones — qui utilisent le pseudonyme Nanker Phelge —, titre qui apparaît dans le premier album des Rolling Stones en 1963.

### Le mur de son
Sa technique d’enregistrement en mono d’un grand orchestre incluant violons, cuivres, guitares, batteries et percussions donne un son immédiatement reconnaissable, que l’on retrouve sur les versions originales des chansons Be My Baby, Then He Kissed Me, Da Doo Ron Ron, He's a Rebel, Baby I Love You ou Unchained Melody. Ses techniques de production ont immédiatement une grande influence, notamment sur les Beatles et les Beach Boys. En réenregistrant plusieurs fois les instruments complètement seuls avant de les doubler, tripler, quadrupler et réverbérer pour leur donner de l'amplitude, au mixage par la suite, Spector donne plusieurs couches de son aux musiques qu'il travaille afin de créer un espace sonore encore plus riche, souvent inspiré de la musique classique, ce qui lui vaut d'être surnommé « le Richard Wagner de la pop » par le journaliste musical Nick Kent dans son livre The Dark Stuff : l'envers du rock. En retravaillant les chansons de cette façon, il s'est fait le co-auteur de plusieurs morceaux, et s'est ainsi assuré une multitude de revenus supplémentaires. La compilation Back to Mono (en) (1958-1969), que Spector a lui-même supervisée, contient la plupart des productions de l'époque-phare de sa carrière.
Après l’échec commercial de l’album River Deep, Mountain High de Ike & Tina Turner en 1966, il se retire provisoirement de la profession, ne faisant plus que des apparitions occasionnelles.
En 1969 il fait une brève apparition dans le film Easy Rider de Dennis Hopper.

### 1970-1973: collaboration avec les Beatles, Harrison, et Lennon
En début de carrière, les Beatles ont inclus la chanson To Know Him Is to Love Him, transposée en To Know Her Is to Love Her, dans leur répertoire sur scène. Le titre figure sur le double album vinyle Live! at the Star-Club in Hamburg, Germany; 1962 paru en 1977, sur les bandes de l'audition Decca (1962), et sur l'album Live at the BBC, avec toujours John Lennon au chant.
En mars 1970, à la demande d'Allen Klein, puis de John Lennon et George Harrison, Phil Spector produit Let it Be, le dernier album des Beatles, à partir d'enregistrements à l'origine réalisés live en studio en janvier 1969, à la place de George Martin et au grand dam de Paul McCartney. Celui-ci, qui n'a jamais apprécié la surcharge orchestrale de Spector, sera à l'origine de Let It Be… Naked, la version épurée de l'album parue en 2003.
Spector produit ensuite, en 1971, deux albums de George Harrison, All Things Must Pass en 1970 et The Concert for Bangladesh.
Phil Spector collabore également avec John Lennon sur plusieurs singles et sur trois albums : Plastic Ono Band en 1970, Imagine en 1971, et Some Time in New York City en 1972. Fin 1973, Spector et Lennon commencent à travailler sur l'album Rock 'n' Roll, mais l'ambiance chaotique des séances d'enregistrement met un terme à leur collaboration. Trouvant l'entourage de Lennon trop envahissant, Spector menace tout le monde avec une arme et emporte les bobines d'enregistrement. Lennon les récupère quelques mois plus tard et termine lui-même l'album, qui sort en 1975. Pendant les séances de l'album, Lennon a enregistré une dernière fois To Know Her Is to Love Her, qui sera finalement inclus en 1986 dans l'album posthume Menlove Ave.. Le chanteur qualifie Spector de « plus grand producteur de disques de tous les temps ».
En 1973 Phil Spector divorce de son épouse Ronnie.
En 1974, victime d'un très grave accident de voiture, il subit 300 points de suture au visage et 400 derrière le crâne. Il portera par la suite toutes sortes de perruques, plus extravagantes les unes que les autres. Ses problèmes de bipolarité s'accentuent. Cette même année, Brian De Palma s'inspire de Phil Spector pour le personnage de Swan dans son film Phantom of the Paradise.

### Dernières productions
Homme violent et paranoïaque, il reste demandé malgré ses coups de chaud légendaires en studio : il tire un coup de feu lors d'une séance de Rock ’n’ Roll (1975), de John Lennon ; il  menace Leonard Cohen avec une arbalète pendant l’enregistrement de Death of a Ladies’ Man en 1977 (généralement fortement impliqué dans le mixage, Cohen est interdit de salle de mixage : il reniera les arrangements de cet album et ne chantera qu'une seule chanson de cet album dans ses spectacles) ; il menace Dee Dee Ramone avec un pistolet pendant l'enregistrement de End of The Century (1980), des Ramones. En 1980, Spector produit l'album End of the Century pour le groupe punk rock les Ramones, mais son comportement lunatique crée une tension que la moitié du groupe a du mal à accepter.
Après la coproduction en 1981 du sixième album solo de Yoko Ono, Season of Glass, commence une longue période d'inactivité. Le producteur a décidé de prendre sa retraite. Dès lors, jouant de sa légende, il ne fait plus que des apparitions publiques irrégulières. Il mène une vie de famille heureuse avec sa nouvelle femme Janis Zavala qui, le 17 octobre 1982, lui donne des jumeaux, Nicole Audrey Spector et Phillip Spector Jr. Mais la mort de son fils qui succombe à une leucémie le 25 décembre 1991, le foudroie et le fait retomber dans ses excès, l'alcool et les médicaments. Il est  contacté par René Angélil pour Céline Dion en 1995 pour produire l'album Falling into You. Lors des sessions d'enregistrements, il se montre trop autoritaire et violent, si bien que René Angélil arrête la collaboration et retire les chansons produites par Spector de la liste de l'album.
En 2003, il fait un ultime retour en produisant deux chansons du groupe anglais Starsailor.

### Meurtre de Lana Clarkson

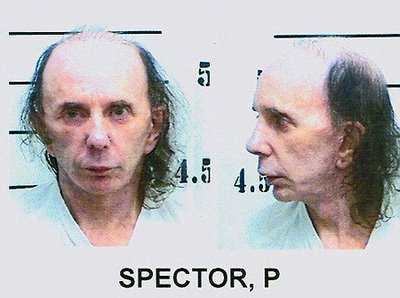
Photo d'identité judiciaire de Phil Spector sans une de ses perruques excentriques qui masquaient des cicatrices depuis son accident automobile de mars 1974.

Dans la nuit du 2 au 3 février 2003, Phil Spector sort d'une soirée bien arrosée qui se termine au House of Blues à West Hollywood, où travaille comme hôtesse de la VIP room une actrice de série B, Lana Clarkson. À deux heures du matin il l'emmène dans sa Mercedes terminer la soirée dans son manoir Dupuy's Pyrenees Castle à Alhambra, où il vit en reclus. Trois heures plus tard, son chauffeur Adriano de Souza, qui attend à l'extérieur, entend un coup de feu retentir dans le hall. Le producteur sort du manoir, un revolver dans sa main droite tachée de sang, et lui dit : « Je crois que je viens de tuer quelqu'un ». La police découvre Clarkson affalée sur une chaise, avec une balle de 9 mm logée dans la bouche et, sous la jambe gauche, le revolver Colt .38 de Spector. Durant sa garde à vue, le producteur modifie sa version des faits et déclare que l'actrice se serait suicidée (« Elle a embrassé le revolver, et j'ignore pourquoi »).
Cependant, le tempérament de Spector, connu pour dégainer une arme très facilement quand il est contrarié ou par jeu sexuel, ne plaide pas en sa faveur lors de son premier procès, qui se déroule à Los Angeles en avril 2007 (le plus médiatique à Los Angeles depuis celui d'O. J. Simpson en 1995). Faute d'unanimité au sein du jury (10 jurés étaient pour la condamnation, et 2 pour l'acquittement), ce premier procès est annulé, et Phil Spector sort libre sous forte caution du tribunal.
Un second procès s'ouvre le 29 octobre 2008.
En mars 2009, il est inculpé pour homicide involontaire. Le 13 avril 2009, il est finalement reconnu coupable du meurtre de Lana Clarkson.
Immédiatement placé en détention provisoire, il est condamné, le 29 mai 2009, à 15 années de prison pour meurtre au second degré sans préméditation, plus 4 années pour possession d'arme (neuf armes à feu ont été découvertes dans son manoir en plus de celle ayant donné la mort à Lana Clarkson), et n'aura pas droit à une libération anticipée. Il fait appel mais sa condamnation à 19 années de prison est confirmée, le 2 mai 2011, par une cour d'appel californienne. Les avocats du producteur contestent la décision, affirmant qu'ils demanderont un nouvel examen de leur requête par la Cour d'appel, et si besoin « un examen par la Cour suprême de Californie ». Le 17 août 2011, la plus haute autorité judiciaire de Californie rejette la demande des conseils de Spector.
En 2013, Al Pacino joue le rôle de Phil Spector dans le téléfilm écrit et réalisé par David Mamet et diffusé sur HBO. Le récit se concentre sur le procès Lana Clarkson.

### Mort en prison
Phil Spector meurt à l'hôpital pénitentiaire California Health Care Facility (en) de Stockton (Californie) le 16 janvier 2021, à l'âge de 81 ans, de causes naturellesou de la Covid-19 selon d'autres sources,,.

## Discographie sélective de productions Phil Spector

### Albums
- 1963 : A Christmas Gift for You from Phil Spector, Phil Spector, Darlene Love, The Ronettes, The Crystals, Bob B. Soxx & the Blue Jeans
- 1966 : River Deep, Mountain High, Ike and Tina Turner
- 1970 : Let It Be, The Beatles
- 1970 : All Things Must Pass, George Harrison
- 1970 : Plastic Ono Band, John Lennon
- 1971 : Imagine, John Lennon
- 1971 : The Concert for Bangladesh, George Harrison, Bob Dylan, Ravi Shankar
- 1972 : Some Time in New York City, John Lennon et Yoko Ono
- 1975 : Born to Be with You, Dion
- 1977 : Death of a Ladies' Man, Leonard Cohen
- 1979 : End of the Century, Ramones

### Singles
- To Know Him Is to Love Him, The Teddy Bears (1er décembre 1958, #1)
- I Don’t Need You Anymore, The Teddy Bears (16 janvier 1959, #91)
- Oh Why, The Teddy Bears (16 mars 1959, #98)
- Corinna, Corinna, Ray Peterson (9 janvier 1961, #9)
- Be My Boy, Paris Sisters (15 mai 1961, #56)
- Pretty Little Angel Eyes, Curtis Lee (7 août 1961, #7)
- Every Breath I Take, Gene Pitney (11 septembre 1961, #42)
- I Love How You Love Me, Paris Sisters (30 octobre 1961, #5)
- Under The Moon of Love, Curtis Lee (27 novembre 1961, #46)
- There’s No Other (Like My Baby), The Crystals (6 janvier 1962, #20)
- I Could Have Loved You So Well, Ray Peterson (27 janvier 1962, #57)
- He Knows I Love Him Too Much, Paris Sisters (10 mars 1962, #34)
- Uptown, Crystals (26 mai 1962, #13)
- Let Me Be the One, Paris Sisters (26 mai 1962, #87)
- Second Hand Love, Connie Francis (9 juin 1962, #7)
- He’s a Rebel, The Crystals (3 novembre 1962, #1)
- Zip-a-dee Doo-dah, Bob B. Soxx and the Blue Jeans (12 janvier 1963, #8)
- He’s Sure the Boy I Love, The Crystals (16 février 1963, #11)
- Puddin N’ Tain (Ask Me Again, I’ll Tell You the Same), Alley Cats (16 février 1963, #43)
- Why Do Lovers Break Each Other’s Hearts, Bob B. Soxx and the Blue Jeans (30 mars 1963, #38)
- (Today I Met) The Boy I’m Gonna Marry, Darlene Love (11 mai 1963, #39)
- Da Doo Ron Ron, The Crystals (8 juin 1963, #3)
- Not Too Young to Get Married, Bob B. Soxx and the Blue Jeans (13 juillet 1963, #63)
- Wait ’Til My Bobby Gets Home, Darlene Love (7 septembre 1963, #26)
- Then He Kissed Me, The Crystals (14 septembre 1963, #6)
- Be My Baby, The Ronettes (12 octobre 1963, #2)
- A Fine Fine Boy, Darlene Love (23 novembre 1963, #53)
- Baby, I Love You, The Ronettes (1er février 1964, #24)
- Little Boy, The Crystals (8 février 1964, #92)
- (The Best Part of) Breakin’ Up, The Ronettes (16 mai 1964, #39)
- Do I Love You?, The Ronettes (1er août 1964, #34)
- All Grown Up, The Crystals (1er août 1964, #98)
- Walking In the Rain, The Ronettes (5 décembre 1964, #23)
- You’ve Lost That Lovin’ Feelin’, The Righteous Brothers (6 février 1965, #1)
- Born to Be Together, The Ronettes (6 mars 1965, #52)
- Just Once in My Life, The Righteous Brothers (15 mai 1965, #9)
- Is This What I Get for Loving You?, The Ronettes (12 juin 1965, #75)
- Hung on You, The Righteous Brothers (21 août 1965, #47)
- Unchained Melody, The Righteous Brothers (28 août 1965, #4)
- Ebb Tide, The Righteous Brothers (8 janvier 1966, #5)
- River Deep, Mountain High, Ike and Tina Turner (18 juin 1966, #88)
- Love Is All I Have to Give, Checkmates, Ltd. (3 mai 1969, #65)
- Black Pearl, Sonny Charles and the Checkmates, Ltd. (5 juillet 1969, #13)
- Proud Mary, Checkmates, Ltd. (1er novembre 1969, #69)
- Instant Karma!, John Lennon (28 mars 1970, #3)
- The Long and Winding Road, The Beatles (13 juin 1970, #1)
- My Sweet Lord, George Harrison (26 décembre 1970, #1)
- Mother, John Lennon and the Plastic Ono Band (20 janvier 1971, #43)
- What Is Life, George Harrison (27 mars 1971, #10)
- Power to the People, John Lennon and the Plastic Ono Band (15 mai 1971, #11)
- Try Some, Buy Some, Ronnie Spector (22 mai 1971, #77)
- Bangla Desh, George Harrison (11 septembre 1971, #23)
- Imagine, John Lennon and the Plastic Ono Band (13 novembre 1971, #3)
- Woman Is the Nigger of the World, John Lennon and the Plastic Ono Band with Elephants Memory (10 juin 1972, #57)
- Death of a Ladies' Man, Leonard Cohen (novembre 1977)
- Do You Remember Rock 'n' Roll Radio?, Ramones (16 mai 1980, #54)
- Jealous Guy, John Lennon and the Plastic Ono Band (22 octobre 1988, #80)
- Unchained Melody, The Righteous Brothers (ressortie) (20 octobre 1990, #13)
- Silence Is Easy, Starsailor (9 janvier 2003, #8 au Royaume-Uni)

## Filmographie

### Producteur
- 1966 : The Big T.N.T. Show (en)
- 2000 : Gimme Some Truth: The Making of John Lennon's Imagine Album (vidéo)

### Acteur
- 1967 : Jeannie the hipe hippie (série télévisée)
- 1969 : Easy Rider : un trafiquant de cocaïne

### Compositeur
- 1966 : Lucy in London (en) (TV)